# Leichtathletik-Halleneuropameisterschaften 2021/Teilnehmer (Frankreich)
| Gelbes Symbol für Goldmedaillen mit stilisierten Olympischen Ringen | Graues Symbol für Silbermedaillen mit stilisierten Olympischen Ringen | Braundes Symbol für Bronzemedaillen mit stilisierten Olympischen Ringen |
| ------------------------------------------------------------------- | --------------------------------------------------------------------- | ----------------------------------------------------------------------- |
| 2                                                                   | 2                                                                     | —                                                                       |

Aus Frankreich nahmen 7 Athletinnen und 19 Athleten bei den Leichtathletik-Halleneuropameisterschaften 2021 in Toruń teil, die vier Medaillen (2 × Gold und 2 × Silber) errangen sowie eine Europäische und eine Weltjahresbestleistung aufstellten.
Während einer letzten Trainingseinheit am Vortag des Wettkampfes verspürte Renaud Lavillenie einen stechenden Schmerz in der rechten Wade, und um mit Blick auf die Olympischen Spiele in Tokio die Verletzung nicht zu verschlimmern, verzichtete er auf einen Start, war aber zur moralischen Unterstützung seiner Teamkollegen beim Wettkampf anwesend.

## Ergebnisse

### Frauen

#### Laufdisziplinen
| Athletin               | Disziplin   | Vorlauf     | Vorlauf | Halbfinale         | Halbfinale         | Finale             | Finale             |
| Athletin               | Disziplin   | Zeit        | Platz   | Zeit               | Platz              | Zeit               | Platz              |
| ---------------------- | ----------- | ----------- | ------- | ------------------ | ------------------ | ------------------ | ------------------ |
| Orlann Ombissa-Dzangue | 60 m        | 7,30 s      | 10      | 7,26 s             | 5                  | 7,23 s             | 4                  |
| Carolle Zahi           | 60 m        | 7,2 s       | 1       | 7,21 s             | 2                  | 7,26 s             | 6                  |
| Amandine Brossier      | 400 m       | 53,23 s     | 53      | nicht qualifiziert | nicht qualifiziert | nicht qualifiziert | nicht qualifiziert |
| Alice Finot            | 3000 m      | 8:57,28 min | 10      | –––                | –––                | 8:46,54 min PB     | Silber             |
| Laëticia Bapté         | 60 m Hürden | 8,11 s      | 16      | 8,13 s             | 16                 | nicht qualifiziert | nicht qualifiziert |
| Cyréna Samba-Mayela    | 60 m Hürden | 8,22 s      | 28      | nicht qualifiziert | nicht qualifiziert | nicht qualifiziert | nicht qualifiziert |

#### Fünfkampf
| Athletin     | Disziplin | 60 m Hürden | Hochsprung | Kugelstoßen | Weitsprung | 800 m       | Punkte | Platz |
| ------------ | --------- | ----------- | ---------- | ----------- | ---------- | ----------- | ------ | ----- |
| Célia Perron | Ergebnis  | 8,57 s      | 1,71 m     | 11,73 m     | 6,15 m PB  | 2:14,32 min | 4310   | 8     |
| Célia Perron | Punkte    | 1002        | 867        | 643         | 896        | 902         | 4310   | 8     |

### Männer

#### Laufdisziplinen
| Athlet                | Disziplin   | Vorlauf                      | Vorlauf                      | Halbfinale         | Halbfinale         | Finale             | Finale             |
| Athlet                | Disziplin   | Zeit                         | Platz                        | Zeit               | Platz              | Zeit               | Platz              |
| --------------------- | ----------- | ---------------------------- | ---------------------------- | ------------------ | ------------------ | ------------------ | ------------------ |
| Mouhamadou Fall       | 60 m        | 6,66 s                       | 7                            | 6,64 s             | 9                  | nicht qualifiziert | nicht qualifiziert |
| Amaury Golitin        | 60 m        | 6,70 s                       | 21                           | 6,64 s             | 10                 | nicht qualifiziert | nicht qualifiziert |
| Thomas Jordier        | 400 m       | DQ (Spurverletzung TR17.3.1) | DQ (Spurverletzung TR17.3.1) | nicht qualifiziert | nicht qualifiziert | nicht qualifiziert | nicht qualifiziert |
| Pierre-Ambroise Bosse | 800 m       | 1:49,08 min                  | 10                           | 1:47,86 min        | 7                  | 1:50,13 min        | 6                  |
| Nasredine Khatir      | 800 m       | 1:50,97 min                  | 30                           | 1:49,73 min        | 16                 | nicht qualifiziert | nicht qualifiziert |
| Benjamin Robert       | 800 m       | 1:49,76 min                  | 15                           | 1:48,25 min        | 12                 | nicht qualifiziert | nicht qualifiziert |
| Simon Denissel        | 1500 m      | 3:44,94 min                  | 38                           | –––                | –––                | nicht qualifiziert | nicht qualifiziert |
| Azeddine Habz         | 1500 m      | 3:41,55 min                  | 22                           | –––                | –––                | nicht qualifiziert | nicht qualifiziert |
| Baptiste Mischler     | 1500 m      | 3:41,52 min                  | 21                           | –––                | –––                | nicht qualifiziert | nicht qualifiziert |
| Djilali Bedrani       | 3000 m      | 7:55,76 min                  | 17                           | –––                | –––                | nicht qualifiziert | nicht qualifiziert |
| Jimmy Gressier        | 3000 m      | 7:48,93 min                  | 7                            | –––                | –––                | 7:52,43 min        | 8                  |
| Hugo Hay              | 3000 m      | 7:47,30 min PB               | 4                            | –––                | –––                | 7:51,82 min        | 6                  |
| Wilhem Belocian       | 60 m Hürden | 7,52 s                       | 2                            | 7,49 s             | 1                  | 7,42 s EL          | Gold               |
| Aurel Manga           | 60 m Hürden | 7,64 s                       | 5                            | 7,62 s             | 4                  | 7,63 s             | 5                  |

#### Sprung/Wurf
| Athlet              | Disziplin      | Qualifikation | Qualifikation | Finale             | Finale             |
| Athlet              | Disziplin      | Höhe/Weite    | Platz         | Höhe/Weite         | Platz              |
| ------------------- | -------------- | ------------- | ------------- | ------------------ | ------------------ |
| Ethan Cormont       | Stabhochsprung | 5,60 m        | 10            | nicht qualifiziert | nicht qualifiziert |
| Renaud Lavillenie   | Stabhochsprung | DNS           | DNS           | –––                | –––                |
| Valentin Lavillenie | Stabhochsprung | 5,60 m        | 4             | 5,80 m =PB         | Silber             |
| Melvin Raffin       | Dreisprung     | 15,29 m       | 14            | nicht qualifiziert | nicht qualifiziert |

#### Siebenkampf
| Athlet      | Disziplin | 60 m      | Weitsprung | Kugelstoßen | Hochsprung | 60 m Hürden | Stabhochsprung | 1000 m      | Punkte  | Platz |
| ----------- | --------- | --------- | ---------- | ----------- | ---------- | ----------- | -------------- | ----------- | ------- | ----- |
| Kevin Mayer | Ergebnis  | 6,86 s PB | 7,47 m SB  | 16,32 m PB  | 2,04 m     | 7,78 s      | 5,20 m SB      | 2:45,72 min | 6392 WL | Gold  |
| Kevin Mayer | Punkte    | 933       | 927        | 871         | 840        | 1038        | 972            | 811         | 6392 WL | Gold  |